# Prix Rachel-Carson
Le prix Rachel-Carson (Rachel Carson-prisen) est un prix international consacré à la défense de l'environnement, créé à Stavanger (Norvège) en 1991 pour commémorer le travail de l'écologiste Rachel Carson, et récompenser les actions postérieures qui y font écho. Le prix est décerné à des femmes qui se distinguent par leur travail exceptionnel pour l'environnement, en Norvège ou à l'étranger. 
Le prix est créé spontanément lors d'une réunion en 1989 à Stavanger, à l'initiative de la conférencière Berit Ås. Le prix se compose d'une récompense financière, ainsi que d'une sculpture de The Cormorant de l'artiste Irma Bruun Hodne.

## Lauréates
- 1991 : Sidsel Mørck, auteure et activiste norvégienne
- 1993 : Bergljot Børresen, vétérinaire norvégienne
- 1995 : Anne Grieg, psychiatre norvégienne
- 1997 : Berit Ås, féministe norvégienne et professeure de psychologie sociale
- 1999 : Theo Colborn, zoologiste américaine
- 2001 : Renate Künast, ministre fédérale allemande de la protection des consommateurs, de l'alimentation et de l'agriculture
- 2003 : Åshild Dale, agricultrice norvégienne
- 2005 : Malin Falkenmark, professeure suédoise d'hydrologie
- 2007 : Sheila Watt-Cloutier, militante inuit canadienne pour le climat [4]
- 2009 : Marie-Monique Robin, journaliste française
- 2011 : Marilyn Mehlmann, environnementaliste et écrivaine suédoise [5]
- 2013 : Sam Fanshawe, écologiste britannique spécialisée dans la conservation marine
- 2015 : Mozhgan Savabieasfahani, toxicologue environnementale iranienne [6]
- 2016 : Gabrielle Hecht
- 2017 : Sylvia Earle, biologiste marine, exploratrice, auteure et conférencière américaine[7]
- 2019 : Greta Thunberg, militante suédoise pour le climat
- 2021 : Maja Lunde, scénariste et romancière norvégienne.

## Voir également
- portail: récompenses et distinctions
- Les femmes dans la science